# Post4 Bay 93

Zeichnung zu Post4 Bay 93

Die bayerischen Post4 Bay 93 (nach DRG-Gattungskonventionen) bzw. Post 4-b/15 (nach DBP-Gattungskonventionen) waren vierachsige Drehgestell-Postwagen, welche nach Blatt-Nr. 124 des Wagenverzeichnisses von 1897 (Blatt-Nr. 199 des Verzeichnisses von 1913) als zweiter Typ der Generation von Postwagen für den Einsatz in Schnellzügen gebaut wurden.

## Entwicklung
Ab 1890 wurden von verschiedenen Bahngesellschaften – so auch von der K.Bay.Sts.B – die ersten vierachsigen Wagen für Schnellzüge beschafft. Daraus ergab sich auch der Bedarf an adäquaten Wagentypen zur Postbeförderung.

## Beschaffung
Zwischen 1883 und 1926 wurde so insgesamt 144 vierachsige Wagen mit einheitlichem, fünfzehn Meter langem Aufbau und divergierenden Ausstattungen beschafft. 4 davon gehörten zum Typ nach Blatt-Nr. 199. Sie wurden im Jahr 1893 gebaut.

## Verbleib
Alle Wagen wurden von der Reichspost übernommen. Bei der DBP übernahm von diesem Wagentyp zusammen mit den Wagen nach den Blatt-Nr. 198, 200, 201, 202 und 202a noch 71 Stück. Bis ca. 1965 wurden alle Wagen dieser Typen ausgemustert.

## Konstruktive Merkmale

### Untergestell
Der Rahmen der Wagen war komplett aus gewalzten Eisenprofilen und Blechen zusammengenietet. Die äußeren Längsträger hatten eine liegende U-Form mit nach außen weisenden Flanschen. Als Zugeinrichtung hatten die Wagen Schraubenkupplungen nach VDEV, die Zugstange war durchgehend und mittig gefedert. Als Stoßeinrichtung besaßen die Wagen Stangenpuffer mit einer Einbaulänge von 650 mm, die Pufferteller hatten einen Durchmesser von 370 mm. Die Puffer wurden bei Umbauten in den Jahren 1929–1932 gegen Hülsenpuffer ausgetauscht. Auf Grund des langen Achsstandes von 10.800 mm wurden die äußeren Längsträger mit einem Sprengwerk verstärkt.

### Laufwerk
Die Wagen hatten aus Blechen und Winkeln zusammengenietete bayerische Regel-Drehgestelle der Bauart mit 2.500 mm Radstand. Gelagert waren die Achsen in geteilten Gleitachslagern. Die Räder hatten Speichenradkörper der bayerischen Form 38. Die Längstragfedern hatten eine Länge von 1.130 mm mit einem Querschnitt von 76 mm × 13 mm. Die Quertragfedern hatten eine Länge von 940 mm mit einem Querschnitt von 90 mm × 9 mm. Die Längstragfedern waren 9 Lagen stark, die Quertragfedern 5 Lagen.
Die Spindelhandbremse im hochgesetzten Bremserhaus wirkte auf alle Räder beider Drehgestelle beidseitig. Die Wagen waren alle mit Westinghousebremsen ausgestattet.

### Wagenkasten
Das Wagenkastengerippe bestand aus einem hölzernen Ständerwerk. Es war außen mit Blech und innen mit Holz verkleidet. Die Seitenwände waren an den Unterseiten leicht eingezogen, die Stirnwände gerade. Die Wagen besaßen ein flach gewölbtes Dach, welches über die Seitenwände ragte. Auf das Dach war ein Oberlichtaufbau aufgesetzt, der direkt in das hochgesetzte Bremserhaus überging. Dieses war beidseitig nur von außen zugänglich. Die Wagen hatten alle durchgehende, seitliche Laufbretter und Anhaltestangen. Der Zugang zum Innenraum erfolgte beidseitig durch zwei zweiteilige, nach außen aufschlagende Flügeltüren.

### Ausstattung
Der Innenraum war durchgehend und ohne Zwischenwand. Auf der Seite des Bremserhauses befand sich der Packraum, auf der gegenüberliegenden Seite der Briefsortierraum. In der Wagenmitte befanden sich auch der nach beiden Wagenhälften wirkende Ofen sowie der Abort.
Zur Beheizung verfügten die Wagen neben einer Dampf- auch über eine Ofenheizung.
Die Beleuchtung erfolgte anfangs durch Gaslampen. Diese wurde ab 1923 in eine elektrische Beleuchtung umgebaut.

## Wagennummern
| Herstelldaten   | Herstelldaten   | Wagennummern je Epoche Gattungszeichen | Wagennummern je Epoche Gattungszeichen | Wagennummern je Epoche Gattungszeichen | Wagennummern je Epoche Gattungszeichen                                                                                          | Wagennummern je Epoche Gattungszeichen                                                                                          | Wagennummern je Epoche Gattungszeichen                                                                                          | Fahrwerk | Fahrwerk | Fahrwerk | Ausstattung | Ausstattung | Ausstattung | Ausstattung | Ausstattung | Ausstattung | Ausstattung | Ausstattung | Zusatzinfos |
| Bau- jahr       | Her- steller    | ab 1875                                | ab 1909 (1907)                         | Rep. (1919)                            | DR (ab 1923) | DRG (ab 1930) | Ausgem. | Bremsen | Anz. Achs. | Lenk- achs. | Bl. | Hz. | Anz. Abort | Anz. Räume je Typ | Anz. Räume je Typ | Anz. Räume je Typ | Anz. Räume je Typ | Anz. Räume je Typ | Bemerkung |
| Blatt-Nr. 199   | Blatt-Nr. 199   | Post                                   | Post4                                  |                                        | Post4 Bay 93 | Post 4-b/15 | | (siehe Legende) | | | (siehe Legende) | (siehe Legende) | | B | D | G | P | Z | |
| --------------- | --------------- | -------------------------------------- | -------------------------------------- | -------------------------------------- | --- | --- | --- | --- | --- | --- | --- | --- | --- | --- | --- | --- | --- | --- | --- |
| 1893            |                 | 15 294                                 |                                        |                                        | | | | BrH, Wbr | 4 | | G | O, D | 1 | 1 | | | 1 | | |
| 1893            | 15 295          |                                        |                                        |                                        | | | | BrH, Wbr | 4 | | G | O, D | 1 | 1 | | | 1 | | |
| 1893            | 15 296          |                                        |                                        |                                        | | | | BrH, Wbr | 4 | | G | O, D | 1 | 1 | | | 1 | | |
| 1893            | 15 297          |                                        |                                        |                                        | | | | BrH, Wbr | 4 | | G | O, D | 1 | 1 | | | 1 | | |
| Legende Bremsen | Legende Bremsen | Legende Bremsen                        | Handbremstypen                         | Handbremstypen                         | BrH = Bremserhaus; Pl = Handbremse auf Plattform; Fsbr = Freisitzbremse                                                         | BrH = Bremserhaus; Pl = Handbremse auf Plattform; Fsbr = Freisitzbremse                                                         | BrH = Bremserhaus; Pl = Handbremse auf Plattform; Fsbr = Freisitzbremse                                                         | BrH = Bremserhaus; Pl = Handbremse auf Plattform; Fsbr = Freisitzbremse                                                         | BrH = Bremserhaus; Pl = Handbremse auf Plattform; Fsbr = Freisitzbremse                                                         | BrH = Bremserhaus; Pl = Handbremse auf Plattform; Fsbr = Freisitzbremse                                                         | BrH = Bremserhaus; Pl = Handbremse auf Plattform; Fsbr = Freisitzbremse                                                         | BrH = Bremserhaus; Pl = Handbremse auf Plattform; Fsbr = Freisitzbremse                                                         | BrH = Bremserhaus; Pl = Handbremse auf Plattform; Fsbr = Freisitzbremse                                                         | BrH = Bremserhaus; Pl = Handbremse auf Plattform; Fsbr = Freisitzbremse                                                         | BrH = Bremserhaus; Pl = Handbremse auf Plattform; Fsbr = Freisitzbremse                                                         | BrH = Bremserhaus; Pl = Handbremse auf Plattform; Fsbr = Freisitzbremse                                                         | BrH = Bremserhaus; Pl = Handbremse auf Plattform; Fsbr = Freisitzbremse                                                         | BrH = Bremserhaus; Pl = Handbremse auf Plattform; Fsbr = Freisitzbremse                                                         | BrH = Bremserhaus; Pl = Handbremse auf Plattform; Fsbr = Freisitzbremse                                                         |
|                 |                 |                                        | Druckluftbremsen                       | Druckluftbremsen                       | Hnbr = Henry-Bremse; Kp. = Knorr-Bremse; Sbr. = Schleifer-Bremse; Wbr = Westinghouse-Bremse; Wsbr = Westinghouse-Schnellbremse; | Hnbr = Henry-Bremse; Kp. = Knorr-Bremse; Sbr. = Schleifer-Bremse; Wbr = Westinghouse-Bremse; Wsbr = Westinghouse-Schnellbremse; | Hnbr = Henry-Bremse; Kp. = Knorr-Bremse; Sbr. = Schleifer-Bremse; Wbr = Westinghouse-Bremse; Wsbr = Westinghouse-Schnellbremse; | Hnbr = Henry-Bremse; Kp. = Knorr-Bremse; Sbr. = Schleifer-Bremse; Wbr = Westinghouse-Bremse; Wsbr = Westinghouse-Schnellbremse; | Hnbr = Henry-Bremse; Kp. = Knorr-Bremse; Sbr. = Schleifer-Bremse; Wbr = Westinghouse-Bremse; Wsbr = Westinghouse-Schnellbremse; | Hnbr = Henry-Bremse; Kp. = Knorr-Bremse; Sbr. = Schleifer-Bremse; Wbr = Westinghouse-Bremse; Wsbr = Westinghouse-Schnellbremse; | Hnbr = Henry-Bremse; Kp. = Knorr-Bremse; Sbr. = Schleifer-Bremse; Wbr = Westinghouse-Bremse; Wsbr = Westinghouse-Schnellbremse; | Hnbr = Henry-Bremse; Kp. = Knorr-Bremse; Sbr. = Schleifer-Bremse; Wbr = Westinghouse-Bremse; Wsbr = Westinghouse-Schnellbremse; | Hnbr = Henry-Bremse; Kp. = Knorr-Bremse; Sbr. = Schleifer-Bremse; Wbr = Westinghouse-Bremse; Wsbr = Westinghouse-Schnellbremse; | Hnbr = Henry-Bremse; Kp. = Knorr-Bremse; Sbr. = Schleifer-Bremse; Wbr = Westinghouse-Bremse; Wsbr = Westinghouse-Schnellbremse; | Hnbr = Henry-Bremse; Kp. = Knorr-Bremse; Sbr. = Schleifer-Bremse; Wbr = Westinghouse-Bremse; Wsbr = Westinghouse-Schnellbremse; | Hnbr = Henry-Bremse; Kp. = Knorr-Bremse; Sbr. = Schleifer-Bremse; Wbr = Westinghouse-Bremse; Wsbr = Westinghouse-Schnellbremse; | Hnbr = Henry-Bremse; Kp. = Knorr-Bremse; Sbr. = Schleifer-Bremse; Wbr = Westinghouse-Bremse; Wsbr = Westinghouse-Schnellbremse; | Hnbr = Henry-Bremse; Kp. = Knorr-Bremse; Sbr. = Schleifer-Bremse; Wbr = Westinghouse-Bremse; Wsbr = Westinghouse-Schnellbremse; | Hnbr = Henry-Bremse; Kp. = Knorr-Bremse; Sbr. = Schleifer-Bremse; Wbr = Westinghouse-Bremse; Wsbr = Westinghouse-Schnellbremse; |
|                 |                 |                                        | Saugluftbremsen                        | Saugluftbremsen                        | Hbr = Hardy-Bremse; Ahbr = Autom. Hardy-Vacuumbremse                                                                            | Hbr = Hardy-Bremse; Ahbr = Autom. Hardy-Vacuumbremse                                                                            | Hbr = Hardy-Bremse; Ahbr = Autom. Hardy-Vacuumbremse                                                                            | Hbr = Hardy-Bremse; Ahbr = Autom. Hardy-Vacuumbremse                                                                            | Hbr = Hardy-Bremse; Ahbr = Autom. Hardy-Vacuumbremse                                                                            | Hbr = Hardy-Bremse; Ahbr = Autom. Hardy-Vacuumbremse                                                                            | Hbr = Hardy-Bremse; Ahbr = Autom. Hardy-Vacuumbremse                                                                            | Hbr = Hardy-Bremse; Ahbr = Autom. Hardy-Vacuumbremse                                                                            | Hbr = Hardy-Bremse; Ahbr = Autom. Hardy-Vacuumbremse                                                                            | Hbr = Hardy-Bremse; Ahbr = Autom. Hardy-Vacuumbremse                                                                            | Hbr = Hardy-Bremse; Ahbr = Autom. Hardy-Vacuumbremse                                                                            | Hbr = Hardy-Bremse; Ahbr = Autom. Hardy-Vacuumbremse                                                                            | Hbr = Hardy-Bremse; Ahbr = Autom. Hardy-Vacuumbremse                                                                            | Hbr = Hardy-Bremse; Ahbr = Autom. Hardy-Vacuumbremse                                                                            | Hbr = Hardy-Bremse; Ahbr = Autom. Hardy-Vacuumbremse                                                                            |
| Legende BL      | Legende BL      | Legende BL                             | Arten der Beleuchtung                  | Arten der Beleuchtung                  | P = Petroleumleuchte; G = Gasleuchte; Gg = Gas-Glühleuchte; El = elektrische Beleuchtung                                        | P = Petroleumleuchte; G = Gasleuchte; Gg = Gas-Glühleuchte; El = elektrische Beleuchtung                                        | P = Petroleumleuchte; G = Gasleuchte; Gg = Gas-Glühleuchte; El = elektrische Beleuchtung                                        | P = Petroleumleuchte; G = Gasleuchte; Gg = Gas-Glühleuchte; El = elektrische Beleuchtung                                        | P = Petroleumleuchte; G = Gasleuchte; Gg = Gas-Glühleuchte; El = elektrische Beleuchtung                                        | P = Petroleumleuchte; G = Gasleuchte; Gg = Gas-Glühleuchte; El = elektrische Beleuchtung                                        | P = Petroleumleuchte; G = Gasleuchte; Gg = Gas-Glühleuchte; El = elektrische Beleuchtung                                        | P = Petroleumleuchte; G = Gasleuchte; Gg = Gas-Glühleuchte; El = elektrische Beleuchtung                                        | P = Petroleumleuchte; G = Gasleuchte; Gg = Gas-Glühleuchte; El = elektrische Beleuchtung                                        | P = Petroleumleuchte; G = Gasleuchte; Gg = Gas-Glühleuchte; El = elektrische Beleuchtung                                        | P = Petroleumleuchte; G = Gasleuchte; Gg = Gas-Glühleuchte; El = elektrische Beleuchtung                                        | P = Petroleumleuchte; G = Gasleuchte; Gg = Gas-Glühleuchte; El = elektrische Beleuchtung                                        | P = Petroleumleuchte; G = Gasleuchte; Gg = Gas-Glühleuchte; El = elektrische Beleuchtung                                        | P = Petroleumleuchte; G = Gasleuchte; Gg = Gas-Glühleuchte; El = elektrische Beleuchtung                                        | P = Petroleumleuchte; G = Gasleuchte; Gg = Gas-Glühleuchte; El = elektrische Beleuchtung                                        |
| Legende HZ      | Legende HZ      | Legende HZ                             | Arten der Beheizung                    | Arten der Beheizung                    | O = Ofenheizung; D = Dampfheizung; Pr. = Presskohleheizung; L = nur Leitung                                                     | O = Ofenheizung; D = Dampfheizung; Pr. = Presskohleheizung; L = nur Leitung                                                     | O = Ofenheizung; D = Dampfheizung; Pr. = Presskohleheizung; L = nur Leitung                                                     | O = Ofenheizung; D = Dampfheizung; Pr. = Presskohleheizung; L = nur Leitung                                                     | O = Ofenheizung; D = Dampfheizung; Pr. = Presskohleheizung; L = nur Leitung                                                     | O = Ofenheizung; D = Dampfheizung; Pr. = Presskohleheizung; L = nur Leitung                                                     | O = Ofenheizung; D = Dampfheizung; Pr. = Presskohleheizung; L = nur Leitung                                                     | O = Ofenheizung; D = Dampfheizung; Pr. = Presskohleheizung; L = nur Leitung                                                     | O = Ofenheizung; D = Dampfheizung; Pr. = Presskohleheizung; L = nur Leitung                                                     | O = Ofenheizung; D = Dampfheizung; Pr. = Presskohleheizung; L = nur Leitung                                                     | O = Ofenheizung; D = Dampfheizung; Pr. = Presskohleheizung; L = nur Leitung                                                     | O = Ofenheizung; D = Dampfheizung; Pr. = Presskohleheizung; L = nur Leitung                                                     | O = Ofenheizung; D = Dampfheizung; Pr. = Presskohleheizung; L = nur Leitung                                                     | O = Ofenheizung; D = Dampfheizung; Pr. = Presskohleheizung; L = nur Leitung                                                     | O = Ofenheizung; D = Dampfheizung; Pr. = Presskohleheizung; L = nur Leitung                                                     |
| Legende Räume   | Legende Räume   | Legende Räume                          | Arten der Räume                        | Arten der Räume                        | B = Briefabteil; D = Dienstabteil; G = Gepäckabteil; P = Paketabteil; Z = Zollabteil                                            | B = Briefabteil; D = Dienstabteil; G = Gepäckabteil; P = Paketabteil; Z = Zollabteil                                            | B = Briefabteil; D = Dienstabteil; G = Gepäckabteil; P = Paketabteil; Z = Zollabteil                                            | B = Briefabteil; D = Dienstabteil; G = Gepäckabteil; P = Paketabteil; Z = Zollabteil                                            | B = Briefabteil; D = Dienstabteil; G = Gepäckabteil; P = Paketabteil; Z = Zollabteil                                            | B = Briefabteil; D = Dienstabteil; G = Gepäckabteil; P = Paketabteil; Z = Zollabteil                                            | B = Briefabteil; D = Dienstabteil; G = Gepäckabteil; P = Paketabteil; Z = Zollabteil                                            | B = Briefabteil; D = Dienstabteil; G = Gepäckabteil; P = Paketabteil; Z = Zollabteil                                            | B = Briefabteil; D = Dienstabteil; G = Gepäckabteil; P = Paketabteil; Z = Zollabteil                                            | B = Briefabteil; D = Dienstabteil; G = Gepäckabteil; P = Paketabteil; Z = Zollabteil                                            | B = Briefabteil; D = Dienstabteil; G = Gepäckabteil; P = Paketabteil; Z = Zollabteil                                            | B = Briefabteil; D = Dienstabteil; G = Gepäckabteil; P = Paketabteil; Z = Zollabteil                                            | B = Briefabteil; D = Dienstabteil; G = Gepäckabteil; P = Paketabteil; Z = Zollabteil                                            | B = Briefabteil; D = Dienstabteil; G = Gepäckabteil; P = Paketabteil; Z = Zollabteil                                            | B = Briefabteil; D = Dienstabteil; G = Gepäckabteil; P = Paketabteil; Z = Zollabteil                                            |